# Пјађе (Пезаро-Урбино)
Пјађе (итал. Piagge) је насеље у Италији у округу Пезаро и Урбино, региону Марке.
Према процени из 2011. у насељу је живело 600 становника. Насеље се налази на надморској висини од 184 м.

## Становништво
| 1931. | 1936. | 1951. | 1961. | 1971. | 1981. | 1991. | 2001. | 2011. |
| ----- | ----- | ----- | ----- | ----- | ----- | ----- | ----- | ----- |
| 1.149 | 1.148 | 1.259 | 1.252 | 1.022 | 1.050 | 990   | 970   | 1.018 |